# Calymmaderus obsoletus
Calymmaderus obsoletus là một loài bọ cánh cứng thuộc chi Calymmaderus trong họ Ptinidae.